# Campionati nordici di lotta 1980
I campionati nordici di lotta 1980 si sono svolti a Narvik, in Norvegia. 

## Podi

### Lotta greco-romana
| Evento        | Oro              | Argento          | Bronzo                |
| Fino a 48 kg  | Jon Rønningen    | Kent Andersson   | Reijo Luokkanen       |
| Fino a 52 kg  | Reijo Haaparanta | Sonny Broman     | Kjell Y. Karlsen      |
| Fino a 57 kg  | Ronny Sigde      | Taisto Halonen   | Kauko Naavala         |
| Fino a 62 kg  | Lars Malmkvist   | Morten Brekke    | Jukka Rumppanen       |
| Fino a 68 kg  | Hannu Övermark   | Trond Kvalheim   | Soelve Halling        |
| Fino a 74 kg  | Lennart Lundell  | Tapio Sipilä     | Kaj Jægergaard        |
| Fino a 82 kg  | Sören Claeson    | Klaus Mysen      | Jari Salomaeki        |
| Fino a 90 kg  | Christer Gulldén | Jarmo Övermark   | Pal Berger            |
| Fino a 100 kg | Frank Andersson  | Keijo Manni      | Svend Erik Studsgaard |
| Oltre 100 kg  | Einar Gundersen  | Goergen Svensson | Heikki Stark          |